# Flavio Castino
Flavio Castino (latino: Flavius Castinus; fl. 419-425) è stato un generale e politico romano dell'Impero occidentale, personaggio politico di grande influenza alla corte di Onorio dopo la morte di Costanzo III, avversario di Galla Placidia e Bonifacio, e sostenitore dell'imperatore Giovanni Primicerio in opposizione all'imperatore Teodosio II.

## Campagna di Spagna
Dopo la morte di Costanzo III (421), Onorio rimase l'unico imperatore d'Occidente. Il suo eventuale successore avrebbe dovuto essere il futuro Valentiniano III, che però era all'epoca molto giovane. La madre di Valentiniano, Galla Placidia, decise di impedire che un generale potesse divenire talmente potente da prendere il potere effettivo dopo la morte di Onorio, a scapito di Valentiniano: uno di questi generali era Castino.
Castino era stato comes domesticorum («comandante della guardia») di Costanzo, quando questi aveva portato avanti la sua carriera militare, giunta fino alla sua associazione al trono da parte di Onorio (421): agli ordini di Costanzo aveva combattuto contro i Franchi (419). Alla morte di Costanzo, o forse anche prima, Castino venne elevato al rango di magister militum, con l'incarico di condurre una campagna contro i Vandali in Spagna: gli fu affiancato come secondo in comando Bonifacio, e le truppe erano costituite da un grosso contingente di Visigoti di re Teodorico I dall'Aquitania. La campagna iniziò male, con Bonifacio che abbandonò Castino dopo una divergenza ancor prima di lasciare l'Italia, per dirigersi in Africa; proseguì con alcuni successi in Betica, dove Castino riuscì a mettere i Vandali sotto assedio, costringendoli quasi alla resa; terminò quando, dopo aver improvvidamente scelto di affrontare i Vandali in una battaglia campale, fu abbandonato dai contingenti dei Visigoti, non soddisfatti del suo comando, cosa che portò a una sconfitta che lo obbligò alla ritirata a Tarraco.
Castino addossò la colpa della disfatta a Galla Placidia, che sarebbe stata dietro il tradimento dei Visigoti (di cui era stata in precedenza regina) e dietro l'abbandono di Bonifacio (il quale, in effetti, ne divenne un alleato negli anni a venire): Onorio credette al proprio generale e allontanò Placidia, che si recò alla corte di Costantinopoli.

## Ascesa e caduta di Giovanni

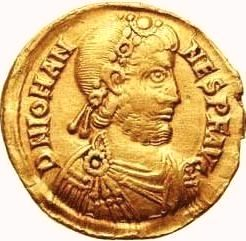
Ritratto di Giovanni su di un solido. Castino fu un sostenitore di Giovanni, che salì al trono in opposizione a Teodosio II, ma quando questi fu deposto e messo a morte, riuscì a cavarsela con un esilio.

Alla morte di Onorio (agosto 423), Castino era già patricius. L'imperatore d'Oriente, Teodosio II, esitò a nominare il successore di Onorio, forse considerando di riunire i due imperi sotto il proprio comando: ad ogni modo, parve concedere la propria fiducia a Castino, che venne nominato console per l'anno successivo. Non è chiaro perché Castino decidesse di ribellarsi a Teodosio: probabilmente l'evento è da collegare alla presenza alla corte di Teodosio di Placidia, la quale verosimilmente fece pressione per far eleggere Valentiniano, che all'epoca aveva quattro anni, sul trono d'Occidente, e di nominare lei tutrice del giovane imperatore; inoltre pare da far risalire a questo periodo la nomina a Comes Africae da parte di Teodosio di Bonifacio, l'alleato di Galla Placidia e l'avversario di Castino. Ad ogni modo Castino prese l'iniziativa e, il 20 novembre 423, fece conferire la porpora al primicerius notariorum Giovanni, un anziano funzionario civile. Gli storici moderni si sono chiesti perché Castino non abbia assunto direttamente il potere: una possibile spiegazione sarebbe che i detentori del potere militare preferissero restare dietro le quinte per mantenere il contatto con le truppe e agire indisturbati dalle pastoie del ruolo di imperatore.
Il destino di Giovanni e Castino fu però subito segnato: Teodosio, infatti, si rifiutò di riconoscere come collega l'anziano funzionario, nominò Valentiniano caesar e confermò Galla Placidia augusta. Giovanni e Castino si trovarono a dover affrontare la minaccia di un attacco dall'Oriente, senza peraltro avere il pieno controllo della metà occidentale dell'impero: Bonifacio, in Africa, si rifiutò infatti di riconoscere Giovanni, schierandosi dalla parte di Valentiniano e della sua tutrice Placidia. Giovanni venne catturato e giustiziato nel giugno o luglio 425, a Ravenna, dall'esercito orientale; Castino venne inviato in esilio, e di lui si perdono le tracce.